# Jalen Brunson
Pour les articles homonymes, voir Brunson.
Jalen Marquis Brunson, né le 31 août 1996 à New Brunswick dans le New Jersey, est un joueur américain de basket-ball mesurant 1,85 m et évoluant au poste de meneur.
Avec les Wildcats de Villanova, il est champion universitaire en 2016 puis en 2018.

## Biographie
Jalen Brunson est le fils de Rick Brunson, ancien joueur professionnel de basket-ball.
Brunson participe au Championnat du monde des 19 ans et moins en 2015 avec les États-Unis. Les États-Unis remportent la compétition et Brunson est MVP de la compétition. Il fait aussi partie de l'équipe-type de la compétition avec son compatriote Harry Giles, le Croate Marko Arapović, le Grec Tyler Dorsey et le Turc Furkan Korkmaz.
Jalen Brunson rejoint l'université de Villanova en 2015. Avec les Wildcats, il remporte en 2016, puis en 2018, le championnat universitaire. En 2018, Brunson est aussi nommé meilleur joueur de la saison universitaire. Il remporte aussi le trophée Oscar Robertson, le trophée du joueur universitaire de l'année décerné par l'Associated Press, le trophée de joueur universitaire de l'année décerné par la National Association of Basketball Coaches, le Naismith College Player of the Year, le trophée Wooden et le trophée Cousy.
À l'issue de sa troisième saison universitaire, il décide d'embaucher un agent afin de se présenter à la draft 2018 de la NBA. Il est choisi au deuxième tour, en 33e position, par les Mavericks de Dallas.
Le 16 juillet 2018, il signe un contrat de quatre ans dont trois années garanties avec les Mavericks.
Agent libre à l'été 2022, il signe un contrat de quatre ans et 104 millions de dollars avec les Knicks de New York.

## Palmarès
- Champion NCAA en 2016 et en 2018.

### Distinctions personnelles
- 2 sélections au NBA All-Star Game en 2024 et 2025.
- 2 fois All-NBA Second Team en 2024 et 2025.
- NBA Clutch Player of the Year en 2025.

## Statistiques

### Universitaires
| Saison    | Équipe    | Matchs | Titul. | Min./m | % Tir | % 3pts | % LF | Rbds/m. | Pass/m. | Int/m. | Ctr/m. | Pts/m. |
| --------- | --------- | ------ | ------ | ------ | ----- | ------ | ---- | ------- | ------- | ------ | ------ | ------ |
| 2015-2016 | Villanova | 40     | 39     | 24,0   | 45,2  | 38,3   | 77,4 | 1,80    | 2,50    | 0,70   | 0,00   | 9,60   |
| 2016-2017 | Villanova | 36     | 36     | 31,1   | 54,1  | 37,8   | 87,6 | 2,60    | 4,10    | 0,90   | 0,00   | 14,70  |
| 2017-2018 | Villanova | 40     | 40     | 31,8   | 52,1  | 40,8   | 80,2 | 3,10    | 4,60    | 0,90   | 0,00   | 18,90  |
| Carrière  | Carrière  | 116    | 115    | 28,9   | 51,0  | 39,3   | 82,0 | 2,50    | 3,70    | 0,80   | 0,00   | 14,40  |

### Professionnelles

#### Saison régulière
| Saison        | Équipe        | Matchs | Titul. | Min./m | % Tir | % 3pts | % LF | Rbds/m. | Pass/m. | Int/m. | Ctr/m. | Pts/m. |
| ------------- | ------------- | ------ | ------ | ------ | ----- | ------ | ---- | ------- | ------- | ------ | ------ | ------ |
| 2018-2019     | Dallas        | 73     | 38     | 21,8   | 46,7  | 34,8   | 72,5 | 2,30    | 3,20    | 0,50   | 0,10   | 9,30   |
| 2019-2020     | Dallas        | 57     | 16     | 17,9   | 46,6  | 35,8   | 81,3 | 2,40    | 3,30    | 0,40   | 0,10   | 8,20   |
| 2020-2021     | Dallas        | 68     | 12     | 25,0   | 52,3  | 40,5   | 79,5 | 3,40    | 3,50    | 0,50   | 0,00   | 12,60  |
| 2021-2022     | Dallas        | 79     | 61     | 31,9   | 50,2  | 37,3   | 84,0 | 3,90    | 4,80    | 0,80   | 0,00   | 16,30  |
| 2022-2023     | New York      | 68     | 68     | 35,0   | 49,1  | 41,6   | 82,9 | 3,50    | 6,20    | 0,90   | 0,20   | 24,00  |
| 2023-2024     | New York      | 77     | 77     | 35,4   | 47,9  | 40,1   | 84,7 | 3,60    | 6,70    | 0,90   | 0,20   | 28,70  |
| 2024-2025     | New York      | 65     | 65     | 35,4   | 48,8  | 38,3   | 82,1 | 2,90    | 7,30    | 0,90   | 0,10   | 26,00  |
| Carrière      | Carrière      | 487    | 337    | 29,2   | 48,9  | 38,9   | 82,3 | 3,20    | 5,00    | 0,70   | 0,10   | 18,10  |
| All-Star Game | All-Star Game | 2      | 1      | 12,8   | 35,3  | 23,1   | –    | 2,00    | 4,00    | 1,00   | 0,00   | 7,50   |

#### Playoffs
| Saison   | Équipe   | Matchs | Titul. | Min./m | % Tir | % 3pts | % LF | Rbds/m. | Pass/m. | Int/m. | Ctr/m. | Pts/m. |
| -------- | -------- | ------ | ------ | ------ | ----- | ------ | ---- | ------- | ------- | ------ | ------ | ------ |
| 2021     | Dallas   | 7      | 0      | 16,3   | 45,5  | 46,2   | 76,9 | 2,60    | 1,40    | 0,00   | 0,00   | 8,00   |
| 2022     | Dallas   | 18     | 18     | 34,9   | 46,6  | 34,7   | 80,0 | 4,60    | 3,70    | 0,80   | 0,10   | 21,60  |
| 2023     | New York | 11     | 11     | 40,3   | 47,4  | 32,5   | 91,2 | 4,90    | 5,60    | 1,50   | 0,10   | 27,80  |
| 2024     | New York | 13     | 13     | 39,8   | 44,4  | 31,0   | 77,5 | 3,30    | 7,50    | 0,80   | 0,20   | 32,40  |
| Carrière | Carrière | 49     | 42     | 34,8   | 45,9  | 33,3   | 81,4 | 4,00    | 4,80    | 0,80   | 0,10   | 23,90  |

## Records sur une rencontre en NBA
Les records personnels de Jalen Brunson en NBA sont les suivants, :
| Record de la franchise |

| Type de statistique        | Saison régulière | Saison régulière                  | Saison régulière | Playoffs | Playoffs                 | Playoffs      |
| Type de statistique        | Record           | Adversaire                        | Date             | Record   | Adversaire               | Date          |
| -------------------------- | ---------------- | --------------------------------- | ---------------- | -------- | ------------------------ | ------------- |
| Points                     | 61               | @ Spurs de San Antonio            | 29 mars 2024     | 47       | @ Sixers de Philadelphie | 28 avril 2024 |
| Paniers marqués            | 25               | @ Spurs de San Antonio            | 29 mars 2024     | 18       | 2 fois                   | 2 fois        |
| Paniers tentés             | 47               | @ Spurs de San Antonio            | 29 mars 2024     | 35       | Pacers de l'Indiana      | 14 mai 2024   |
| Paniers à 3 points réussis | 9                | @ Suns de Phoenix                 | 15 décembre 2023 | 6        | Jazz de l'Utah           | 18 avril 2022 |
| Paniers à 3 points tentés  | 13               | @ Spurs de San Antonio            | 29 mars 2024     | 11       | Sixers de Philadelphie   | 25 avril 2024 |
| Lancers francs réussis     | 16               | @ Wizards de Washington           | 28 décembre 2024 | 14       | Pacers de l'Indiana      | 6 mai 2024    |
| Lancers francs tentés      | 17               | 2 fois                            | 2 fois           | 16       | @ Sixers de Philadelphie | 2 mai 2024    |
| Rebonds offensifs          | 4                | @ Pelicans de La Nouvelle-Orléans | 25 octobre 2019  | 3        | @ Suns de Phoenix        | 15 mai 2022   |
| Rebonds défensifs          | 10               | @ 76ers de Philadelphie           | 5 janvier 2019   | 8        | Jazz de l'Utah           | 18 avril 2022 |
| Rebonds totaux             | 11               | 2 fois                            | 2 fois           | 8        | Jazz de l'Utah           | 18 avril 2022 |
| Passes décisives           | 17               | @ Nuggets de Denver               | 25 novembre 2024 | 13       | Sixers de Philadelphie   | 25 avril 2024 |
| Interceptions              | 5                | 2 fois                            | 2 fois           | 3        | Suns de Phoenix          | 12 mai 2022   |
| Contres                    | 1                | 13 fois                           | 13 fois          | 1        | Warriors de Golden State | 24 mai 2022   |
| Balles perdues             | 6                | 3 fois                            | 3 fois           | 4        | 3 fois                   | 3 fois        |
| Minutes jouées             | 43               | Thunder d'Oklahoma City           | 2 février 2022   | 51       | Sixers de Philadelphie   | 30 avril 2024 |

- Double-double : 48 (dont 7 en playoffs)
- Triple-double : 0

Dernière mise à jour : 23 mai 2025

## Salaires
Les gains de Jalen Brunson en NBA sont les suivants :
| Saison      | Équipe      | Salaire      |
| ----------- | ----------- | ------------ |
| 2018-2019   | Dallas      | 1 230 000 $  |
| 2019-2020   | Dallas      | 1 416 852 $  |
| 2020-2021   | Dallas      | 1 663 861 $  |
| 2021-2022   | Dallas      | 1 802 057 $  |
| 2022-2023   | New York    | 27 733 332 $ |
| Total Gains | Total Gains | 33 846 102 $ |
| 2023-2024   | New York    | 26 346 666 $ |
| 2024-2025   | New York    | 24 960 001 $ |
| 2025-2026   | New York    | 24 960 001 $ |